# Courant glaciaire Foundation
Le courant glaciaire Foundation, en espagnol glacier Bahía Buen Suceso, est un courant glaciaire passant le long du versant occidental de la chaîne Pensacola pour rejoindre la barrière de Filchner-Ronne, en Antarctique.
Il est cartographié par l'USGS entre 1956 et 1966 et nommé en hommage au soutien apporté par la Fondation nationale pour la science à l'United States Antarctic Research Program.